# Scarsdale (États-Unis)
Scarsdale est une ville du comté de Westchester, dans l'État de New York aux États-Unis.  

## Transports publics
La gare de Scarsdale est sur la ligne New York Grand Central-North White Plains.

## Lieux de cultes
Il y a plusieurs lieux de cultes à Scarsdale, dont:
l'église Saint James the less de l'Église épiscopale.
Elle fut érigée d'après les plans de l'architecte Hobart Brown Upjohn (1876-1949).

## Personnalités liées
- Richard Garwin, père de la bombe H, y est décédé le 13 mai 2025.
- Elizabeth Zetzel (1907-1970), psychanalyste américaine.
- Susan Lucci, actrice américaine.
- Noah Schnapp, acteur canado-américain.
- Ruth Schönthal, pianiste et compositrice américaine.
- David Schwimmer, acteur américain.
- Linda McCartney (1941-1998), photographe, chanteuse et claviériste américaine, ex épouse de Paul McCartney.
- Grace Banker (1892-1960), opératrice téléphonique américaine durant la Première Guerre mondiale, morte à Scarsdale.